# Sisbichén

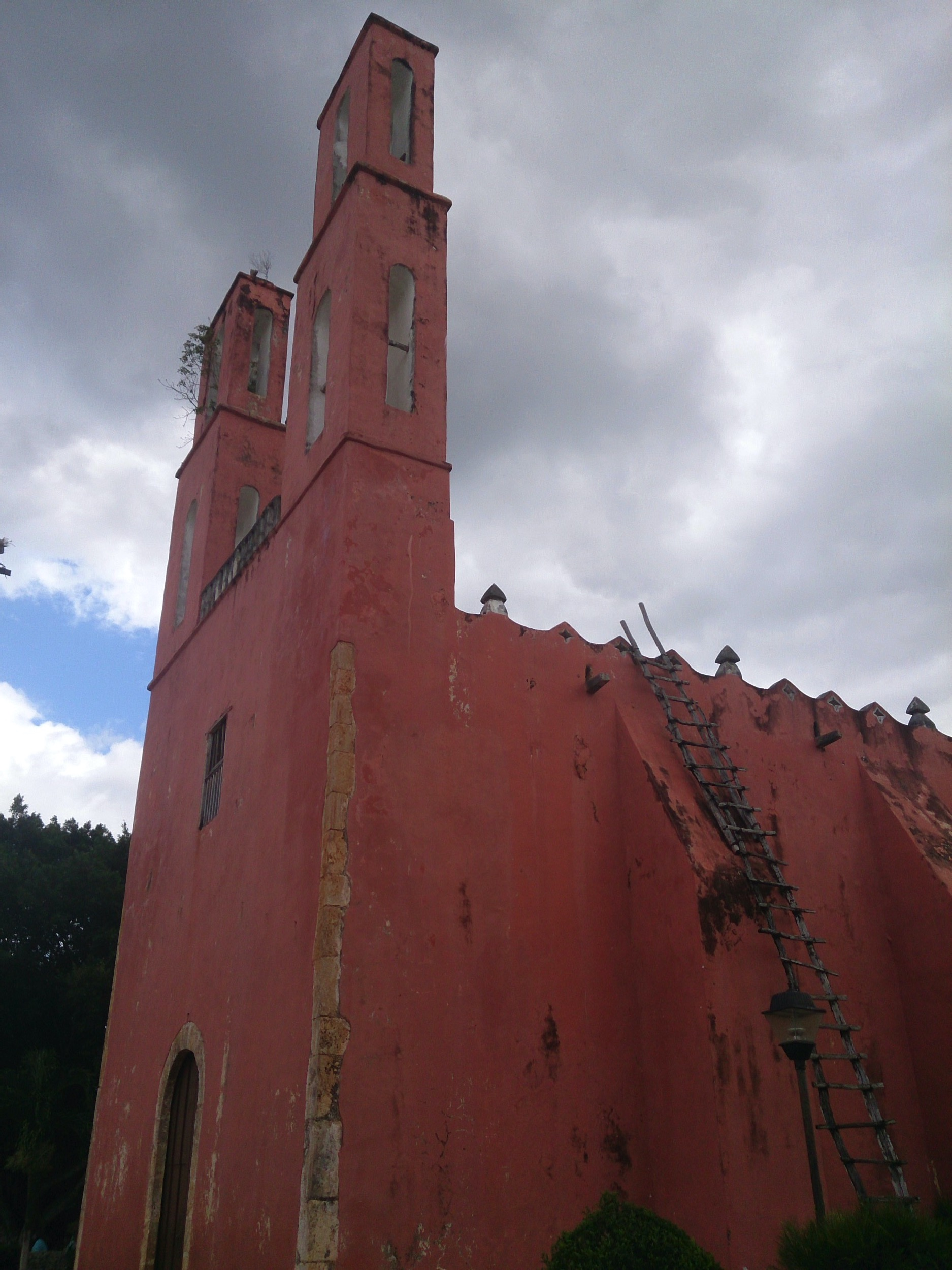
Iglesia de Sisbichén, Yucatán

Sisbichén es una localidad del municipio de Chemax en el estado de Yucatán, México.

## Toponimia
El nombre (Sisbichén) proviene del idioma maya.

## Hechos históricos
- En 1930 cambia su nombre de Sisbichén a Sisbicchén.
- En 1950 cambia a Siabicchén.
- En 1990 cambia a Sisbicchén.

## Demografía
Según el censo de 2005 realizado por el INEGI, la población de la localidad era de 1566 habitantes, de los cuales 799 eran hombres y 767 eran mujeres.
| 150                         | 188 | 200 | 210 | 374 | 519 | 719 | 1035 | 1187 | 1282 | 1566 |
| (Fuente: INEGI [Consultar]) |     |     |     |     |     |     |      |      |      |      |